# Lanz Peak
Der Lanz Peak ist ein 1570 m hoher Berggipfel im westantarktischen Ellsworthland. Er ragt 16 km nordnordwestlich des Mount Weems aus einer Gruppe dreier Gipfel mit nordost-südwestlicher Ausrichtung am Nordrand der Sentinel Range des Ellsworthgebirges auf.
Der US-amerikanische Polarforscher Lincoln Ellsworth entdeckte ihn bei seinem Transantarktisflug am 23. November 1935. Das Advisory Committee on Antarctic Names benannte ihn 1961 nach Walter G. John Lanz (1907–2000), Funker bei drei Antarktisexpeditionen Ellsworths zwischen 1933 und 1936.